# Miloš Grim
Miloslav Grim (18. ledna 1941 Rychnov nad Kněžnou – 27. září 2024), známější pod jménem Miloš Grim, byl český anatom, histolog, embryolog a cytolog. V roce 2003 byl jmenován profesorem normální anatomie. Specializoval se na studium zárodečného vývoje a diferenciace buněk, inervací a regenerací svalu.

## Život
Působil v Anatomickém ústavu 1. lékařské fakulty Univerzity Karlovy v Praze, který v letech 1997–2011 vedl.
Je spoluautorem 25 monografií v češtině, čtyř v angličtině a spoluautorem nebo autorem více než sta příspěvků v periodikách českých i zahraničních a v neperiodických publikacích.